# Rivulinae
Los rivulinos (Rivulinae) son una subfamilia de polillas de la familia Erebidae. Fueron descritas por Augustus Radcliffe Grote en 1895. Las orugas de la subfamilia suelen tener pelos largos y con púas y tienen propatas completas en los segmentos abdominales 3 a 6. Los adultos tienen una microescultura única probóscide.

## Taxonomía
Esta subfamilia se clasificó previamente como parte de la subfamilia Hypeninae de Erebidae o dentro de Noctuidae . Recientes estudios filogenéticos no descubrieron una estrecha relación con Hypeninae sino que la mantienen dentro de Erebidae.

## Géneros
Las especies pertenecientes a la subfamilia Rivulinae son:
- Alesua
- Bocula
- Oxycilla
- Oglasa
- Rivula
- Zebeeba
- Zelicodes